# Europejskie Forum Młodzieży
Europejskie Forum Młodzieży (ang. European Youth Forum) – międzynarodowa organizacja pozarządowa założona przez narodowe rady młodzieży wspólnie z międzynarodowymi organizacjami pozarządowymi działającymi w dziedzinie polityki młodzieżowej. Głównym zadaniem Forum jest reprezentowanie interesów młodych ludzi z krajów Europy na forach międzynarodowych. Od 2009 roku Forum dorocznie nadaje tytuł Europejskiej Stolicy Młodzieży.
W skład Forum wchodzą 93 organizacje młodzieżowe, które zrzeszają dziesiątki milionów młodych ludzi z krajów Europy. Organizacja współpracuje z instytucjami Unii Europejskiej, Rady Europy i Organizacji Narodów Zjednoczonych.
Siedzibą organizacji jest Bruksela.

## Misja
Misją EFM jest promowanie wśród młodzieży aktywnego uczestnictwa w kreowaniu wspólnej polityki europejskiej dotyczącej środowiska, które ich otacza oraz budowanie społeczeństwa obywatelskiego poprzez kształtowanie postaw pro-europejskich. Oprócz tego:
- EFM jest ciałem konsultacyjnym dla instytucji europejskich w dziedzinach dotyczących młodzieży
- promuje aktywną politykę młodzieżową poprzez kontakty z rządami poszczególnych krajów
- działa na rzecz aktywnego udziału młodych ludzi i organizacji młodzieżowych w społeczeństwie oraz w procesach decyzyjnych
- promuje wymianę myśli, idei i doświadczeń, wzajemnego zrozumienia oraz równych praw i szans pomiędzy młodymi ludźmi

## Tematyka działań
EFM działa w następujących dziedzinach:
- zatrudnienie i sprawy społeczne
- prawa człowieka i równość szans
- globalna współpraca młodzieży
- obywatelstwo
- szkolenia i edukacja
- media i prasa
- rozwój młodzieży

## Prezydenci
| Lata      | Prezydent               | Kraj      |
| --------- | ----------------------- | --------- |
| 2023–2024 | María Rodríguez Alcázar | Hiszpania |
| 2021–2022 | Silja Markkula          | Finlandia |
| 2019–2020 | Carina Autengruber      | Austria   |
| 2017–2018 | Luis Alvarado Martinez  | Hiszpania |
| 2015–2016 | Johanna Nyman           | Finlandia |
| 2011–2014 | Peter Matjašič          | Słowenia  |
| 2009–2010 | Tine Radinja            | Słowenia  |
| 2007–2008 | Bettina Schwarzmayr     | Austria   |
| 2005–2006 | Renaldas Vaisbrodas     | Litwa     |
| 2003–2004 | Giacomo Filibeck        | Włochy    |
| 2001–2002 | Henrik Söderman         | Finlandia |
| 1999–2000 | Pau Solanilla           | Hiszpania |
| 1997–1998 | Pauliina Arola          | Finlandia |

## Organizacje członkowskie

### Narodowe Rady Młodzieży
- Suomen Nuorisoyhteistyö Allianssi ry – Allianssi Finlandia
- Belarusian Union of Youth and Children's Public Associations (RADA), Białoruś
- British Youth Council (BYC), Wielka Brytania
- Conférence Générale de la Jeunesse Luxembourgoise (CGJL), Luksemburg
- Consejo de la Juventud de España (CJE), Hiszpania
- Comité pour les Relations Nationales et Internationales des Associations de Jeunesse et d'Education Populaire (CNAJEP), Francja
- Conselho Nacional de Juventude (CNJ), Portugalia
- Consell Nacional de la Joventut de Catalunya (CNJC), Katalonia
- Consiliul National Al Tineretului Din Moldova (CNTM), Mołdawia
- Comité pour les Relations Internationales de Jeunesse (CRIJ), Francuskojęzyczna wspólnota z Belgii
- National Youth Council of Switzerland (SAJV)/(CSAJ), Szwajcaria
- Cyprus Youth Council (CYC), Cypr
- Deutsches Nationalkomitee für Internationale Jugendarbeit (DNK), Niemcy
- Dansk Ungdoms Fællesråd (DUF), Dania
- Eesti Noorteühenduste Liit (ENL), Estonia
- National Youth Council of Greece (ESYN), Grecja
- Forum Nazionale dei Giovani (FNG), Włochy
- Nemzetközi Ifjúsági Koordinációs Iroda (GYIK-NIKI), Węgry
- Nationale Jeugdraad, Holandia
- Kunsill Nazzjonali Taz-Zghazagh (KNZ), Malta
- Lietuvos Jaunimo Organizaciju Taryba (LIJOT), Litwa
- Latvijas Jaunatnes Padome (LJP), Łotwa
- Landsrådet for Norske barne- og ungdomsorganisasjoner (LNU), Norwegia
- Landsrådet för Sveriges ungdomsorganisationer (LSU), Szwecja
- Landsamband æskulýðsfélaga (LÆF), Islandia
- Mladinski Svet Slovenjie (MSS) Słowenia
- National Assembly of Youth Organisations of the Republic of Azerbaijan (NAYORA), Azerbejdżan
- National Council of Youth Organisations of Georgia (NCYOG), Gruzja
- National Youth Council of Armenia (NYCA), Armenia
- National Youth Council of Ireland (NYCI), Irlandia
- National Youth Council of Russia (NYCR), Rosja
- Österreichische Kinder- und Jugendvertretung (ÖJV), Austria
- Polska Rada Organizacji Młodzieżowych (PROM), Polska
- Rada Mládeže Slovenska (RMS), Słowacja
- Vlaamse Jeugdraad (VJR), Flamandzka społeczność Belgii.

### Międzynarodowe młodzieżowe organizacje pozarządowe
- Association des États Généraux des Étudiants de l’Europe (AEGEE)
- Alliance of European Voluntary Service Organisations (ALLIANCE)
- International ATD Fourth World Movement (ATD-Quart Monde)
- Democrat Youth Community of Europe (DEMYC)
- European Bureau of Conscientious Objection (EBCO/BEOC)
- ECOSY: Young European Socialists
- European Confederation of Youth Clubs (ECYC)
- European Democrat Students (EDS)
- European Educational Exchanges – Youth for Understanding (EEE-YFU)
- European Federation for Intercultural Learning (EFIL)
- Erasmus Student Network (ESN)
- European Good Templars Youth Federation (ACTIVE)
- European Students' Union (ESU)
- European Trade Union Confederation Youth (ETUC Youth)
- EU Federation of Youth Hostel Associations (EUFED)
- European Union of Jewish Students (EUJS)/(UEEJ)
- Experiment in Europe (EXPERIMENT)
- Ecumenical Youth Council in Europe (EYCE)
- International Federation of Catholic Parochial Youth Movements (FIMCAP)
- Federation of Young European Greens (FYEG)
- International Cultural Youth Exchange in Europe ([ICYE)
- International Federation of Liberal Youth (IFLRY)
- International Falcon Movement - Socialist Education International (IFM-SEI)
- International Federation of Medical Students' Associations (IFMSA)
- International Lesbian, Gay, Bisexual, Transgender and Queer Youth and Student Organisation (IGLYO)
- International Union of Socialist Youth (IUSY)
- International Young Nature Friends (IYNF)
- International Young Catholic Students - International Movement of Catholic Students (JECI-MIEC European Coordination)
- Young European Federalists (JEF)
- European Liberal Youth (LYMEC)
- International Movement of Catholic Agricultural and Rural Youth (MIJARC-Europe)
- Organising Bureau of European School Student Unions (OBESSU)
- Rural Youth Europe (RYEurope)
- Service Civil International (SCI)
- World Esperanto Youth Organization (TEJO)
- World Association of Girl Guides and Girl Scouts (WAGGGS)
- World Organisation of the Scout Movement (European office) (WOSM)
- European Region of the World Student Christian Federation (WSCF)
- Youth Action for Peace (YAP)
- Youth for Development and Co-operation (YDC)
- Youth and Environment Europe (YEE)
- Youth of the European People’s Party (YEPP)
- Youth for Exchange and Understanding (YEU)
- European Alliance of Young Men's Christian Associations (YMCA)
- Young Women’s Christian Association (YWCA)
- Youth of European Nationalities (YEN)